# Laevimon kottelati
Laevimon kottelati is een krabbensoort uit de familie van de Potamidae. De wetenschappelijke naam van de soort is voor het eerst geldig gepubliceerd in 2005 door Yeo & Ng.